# Yongmao (köpinghuvudort i Kina, Hunan Sheng, lat 29,01, long 110,28)
Yongmao (kinesiska: 永茂镇, 永茂) är en köpinghuvudort i Kina. Den ligger i provinsen Hunan, i den södra delen av landet, omkring 280 kilometer väster om provinshuvudstaden Changsha. Antalet invånare är 7 156. Befolkningen består av 3 399 kvinnor och 3 757 män. Barn under 15 år utgör 21,0 %, vuxna 15-64 år 67 %, och äldre över 65 år 10,0 %.
Runt Yongmao är det ganska tätbefolkat, med 111 invånare per kvadratkilometer. Närmaste större samhälle är Shidixi, 17,0 km väster om Yongmao. I omgivningarna runt Yongmao växer i huvudsak blandskog.
Genomsnittlig årsnederbörd är 1 926 millimeter. Den regnigaste månaden är maj, med i genomsnitt 396 mm nederbörd, och den torraste är december, med 31 mm nederbörd.